# Martin Heinzelmann
Martin Heinzelmann (né en 1942 à Mannheim) est un historien allemand.

## Biographie
Il fait des études d'histoire, d'allemand et de sciences politiques à Heidelberg, Berlin et Mannheim, qu'il achève en 1967. En 1968, alors que Karl Ferdinand Werner prend la direction de l'Institut historique allemand de Paris, il y rentre comme chercheur, puis devient directeur de la revue Francia (partie Moyen Âge), la publication de l'Institut, de 1976 à 2005.
Son champ d'étude porte essentiellement sur la fin de l'Antiquité, et plus spécialement sur les statuts des saints et des évêques de la fin de la Gaule romaine et de l'âge mérovingien (IVe siècle-IXe siècle) et l'étude des sources hagiographiques.

## Quelques publications
- Martin Heinzelmann, « L’aristocratie et les évêchés entre Loire et Rhin jusqu’à  la fin du VIIe siècle », La christianisation des pays entre Loire et Rhin (IVe-VIIe), vol. 62, 1976, coll. « Revue d’histoire de l’Église de France », pp. 75-90.
- Martin Heinzelmann, « Les changements de la dénomination latine à la fin de l’Antiquité », Famille et parenté dans l'Occident médiéval. Actes du colloque de Paris (6-8 juin 1974), Rome, Publications de l’École française de Rome, no 30, 1977, pp. 19–24.
- Martin Heinzelmann, « Une source de base de la littérature hagiographique latine: le recueil de miracles», in Hagiographie, cultures et sociétés, IVe et XIIe siècles. Actes de colloques, organisé à Nanterre et à Paris, Paris, Études Augustiniennes, 1981, pp. 235-259.
- 1986. (avec Joseph-Claude Poulin), Les Vies anciennes de sainte Geneviève de Paris : Études critiques, Paris.
- Martin Heinzelmann, « « Studia sanctorum »: Education, milieu d’instruction et valeurs éducatives dans l’hagiographie en Gaule jusqu’à la fin de l’époque mérovingienne », in Etudes Pierre Riché, Nanterre et la Garenne-Colombes, Espace européen ERASME, 1990, pp. 105-138.
- 1994. Gregor von Tours (538–594). « Zehn Bücher Geschichte ». Historiographie und Gesellschaftskonzept im 6. Jahrhundert, Darmstadt.
- Martin Heinzelmann, « Grégoire de Tours « père de l’histoire de France » », in Histoire de France, historiens de la France, Reims, Société de l’Histoire de France, coll. « Annuaire-Bulletin », n? 510, 1994, pp. 19–45.
- Martin Heinzelmann (Hg.): Manuscrits hagiographiques et travail des hagiographes (Beihefte der Francia, 24), Sigmaringen (Thorbecke) 1992,  (ISBN 3-7995-7324-0). En ligne sur perspectivia.net
- Martin Heinzelmann (Hg.), Livrets, collections et textes. Études sur la tradition hagiographique latine (Beihefte der Francia, 63), Ostfildern (Thorbecke) 2006,  (ISBN 3-7995-7457-3). En ligne sur perspectivia.net
- Martin Heinzelmann (Hg.): L'hagiographie du haut Moyen Âge en Gaule du Nord. Manuscrits, textes et centres de production (Beihefte der Francia, 52), Stuttgart (Thorbecke) 2001,  (ISBN 3-7995-7446-8).